# Fun.
I Fun. sono stati un gruppo musicale indie rock statunitense formatosi a New York nel 2008 dall'unione artistica di Nate Ruess, ex cantante dei The Format, appena scioltisi, Andrew Dost, polistrumentista proveniente dagli Anathallo, e dal chitarrista e trombettista Jack Antonoff, ex membro degli Steel Train. I Fun hanno pubblicato due album: Aim and Ignite nell'agosto del 2009 e Some Nights nel febbraio del 2012.
La notorietà del gruppo si deve a tre singoli: We Are Young, vincitore del Grammy Award, Some Nights e Carry On. We Are Young ha raggiunto il primo posto in classifica nel Billboard Hot 100 e nella Top Digital Songs.

## Storia del gruppo
Il loro esordio nel mondo discografico è avvenuto nell'agosto 2009 con l'album Aim and Ignite, pubblicato dall'etichetta discografica Nettwerk. Dal disco sono stati estratti i singoli At Least I'm Not as Sad (As I Used to Be), All the Pretty Girls. Comunque né i singoli né l'album hanno riscosso molto successo. Nel 2010 hanno pubblicato un ulteriore singolo estraneo dall'album, Believe in Me, seguito l'anno dopo da C'mon, collaborazione con i Panic! at the Disco. Sempre nel 2010 hanno pubblicato il loro primo album dal vivo, Fun. Live at Fingerprints. Nel settembre 2011 hanno pubblicato negli Stati Uniti un nuovo singolo, We Are Young, una collaborazione con Janelle Monáe che ha ottenuto un buon riscontro commerciale portando il gruppo a raggiungere la vetta della classifica statunitense dei singoli. Il successo del singolo ha portato alla realizzazione, nel febbraio 2012, del secondo album di inediti del gruppo, Some Nights, realizzato dall'etichetta discografica Fueled by Ramen. Nello stesso periodo, il singolo We Are Young è stato diffuso su scala internazionale ottenendo subito ottimi riscontri di vendite in Australia, Nuova Zelanda e Paesi Bassi. Per questa canzone, ai Grammy Awards 2013, dove sono stati nominati anche per il Record of the Year e il Best Pop Duo or Group Performance sempre entrambi per la stessa e per il Album of the Year e il Best Pop Vocal Album entrambi per l'album Some Nights, hanno vinto il Song of the Year. Inoltre, hanno anche ottenuto il Best New Artist.
Nel 2014, attraverso un comunicato sul loro sito, comunicano che il gruppo si prende una pausa poiché tutti e tre i membri hanno progetti da solista.

## Discografia

### Album di studio
- 2009 – Aim and Ignite
- 2012 – Some Nights

## Formazione
- Nate Ruess – voce (2008-2014)
- Andrew Dost – seconda voce, piano, chitarra, basso, tastiere, sintetizzatore, tromba, flicorno, glockenspiel, batteria, percussioni (2008-2014)
- Jack Antonoff – chitarra, percussioni, basso, batteria, programmazione (2008-2014)